# Topaktaş, Karaisalı
Topaktaş là một xã thuộc huyện Karaisalı, tỉnh Adana, Thổ Nhĩ Kỳ. Dân số thời điểm năm 2009 là 144 người.